# 鳩摩智
鳩摩智是金庸武俠小說《天龍八部》中的反派人物。出身吐蕃大雪山大輪寺，為吐蕃國師，外號「大輪明王」，天資聰穎嗜武成癡。雖為滿口佛理的僧人，但實則行事陰險不擇手段，也無寡欲與慈悲之心，貪戀強力武學最後走火入魔。金庸小說武功絕頂的高手之一。對應八部之中的「迦樓羅」。

## 生平
鳩摩智天資聰敏，自得吐蕃國密教寧瑪派上師授以「火燄刀」神功後，在吐蕃掃蕩黑教，威震西陲，功力見識均已臻於極高境界，具大智慧，精通佛法，每隔五年，开坛讲经说法。
後來又與姑蘇慕容氏家主慕容博結為朋友，用「火焰刀」的修練法訣交換，得以學習少林派絕學。
鳩摩智身為吐蕃護國法王，一心為國效力，毅然隻身前往大理國，企圖搶奪大理不傳之祕《六脈神劍經》，並展示「拈花指」、「多羅葉指」和「無相劫指」震攝眾僧，以一己之力使「火燄刀」挑戰天龍寺眾僧（枯榮、本因、本觀、本相、本參、本塵）合刀使出的「六脉神剑」，引发一场无形刀剑之战，不果，剑谱被毁使鸠摩智与天龙寺结下仇怨，鸠摩智便擒下大理「保定帝」段正明（本塵）为人质，皇姪子段誉情急出手，最终「火燄刀」不敌「六脉神剑」，但段誉却被鸠摩智擒下擄走，以威逼利誘欲套取劍譜，最後被段譽逃脫。
鳩摩智在太湖畔與段譽、阿朱阿碧二姝失散之後，曾先潛回參合莊，起初見到莊中書房的藏書只是些《十三經注疏》、《殿本廿二史》、《諸子集成》之類書生所用的書本，全無所得，隔日才見到王夫人李青蘿到參合莊找女兒，鳩摩智見機行事，跟蹤至王家，在瑯嬛玉洞中得知逍遙派「小無相功」的練法。後來從游坦之那裡搶到少林派的《易筋經》（新修版當中則是試圖強行融合少林絕技），並在習得後形成隱疾。
其後他又出現於嵩山少林寺，並展示「大金剛拳」中的「洛鐘東應」、「般若掌」中的「懾魔外道」、「摩诃指」中的「三入地獄」和「袈裟伏魔功」震攝眾僧，欲以「少林七十二絕技」威逼少林眾僧臣服吐蕃，並使「拈花指」擊倒玄渡，卻被逍遙派第三代掌門虛竹揭破他所使的並非真的少林絕技，而是逍遙派的「小無相功」，鳩摩智先使「般若掌」，被虛竹當即以逍遙派的「天山六陽掌」和一招「韋陀掌」中的「山門護法」將他掌力化去，鳩摩智袖里乾坤「托缽掌」擊向对方，虚竹闪避，鸠摩智早料到他闪避的方位，鳩摩智再出「大金剛拳」轟中虛竹肩頭，哪知虛竹有「北冥真氣」護體，鳩摩智先後使出「如影隨形腿」、「多羅指法」、「燃木刀法」、「大智無定指」、「去煩惱指」、「寂滅抓」和「因陀羅抓」，接連使出六七門少林神功，虛竹無從招架，連「韋陀掌」也使不上了，虛竹用卻只一門「羅漢拳」中的「黑虎偷心」，來來去去便只一招，但這招「黑虎偷心」中所含的勁力卻竟不斷增強，鳩摩智使出「龍爪功」拿下虛竹，卻反被虛竹用逍遙派的「天山折梅手」反拿己腕，鳩摩智用右手不断出「火燄刀」擊向，虚竹挥「天山六陽掌」化解，鳩摩智突發勁使匕首，連「天山折梅手」也抓不實，而刺中虚竹，而靈鷲宮梅兰菊竹四剑突現身阻止，一埸武鬥就此平息。
在西夏國王招親期間，鳩摩智意外跌落一口枯井裏，又因走火入魔而狂性大發，一身內功剛好被段譽的「北冥神功」吸走，從此武功盡失，然而使他因此大徹大悟，返回吐蕃埋首鑽研佛經，成為一代高僧。

## 性格
武學奇才、功力深厚。表面文質彬彬、祥和友善，但實際上內心陰險奸詐、工於心計，為求達到目的不擇手段，必要時施以偷襲暗算，確認對方失去利用價值後即會顯露真正面目。  
武功盡失之後，從此大徹大悟、改邪歸正。

## 武功
少林七十二絕技，慕容博贈與的武功祕笈，鳩摩智以火焰刀交換之。
「火焰刀」，能将内力凝聚掌側並揮手斬出，以劲伤人，原理與六脈神劍相同。
「小無相功」，道家逍遙派秘傳心法，鳩摩智前往王語嫣家盜書時因緣際會竊得，並偷聽到丁春秋所傳的特殊修煉方法。

## 歷史背景
鳩摩智的「吐蕃國師」身份不符合天龍八部的時代背景。天龍八部第四十九章有宋哲宗與高太皇太后的對話。宋哲宗於公元1093年親政，此時距吐蕃王朝崩潰已經有兩百多年，因此從歷史而言此時不會有吐蕃國師，而且西藏此時處於分裂時期，沒有一個強大的政權，其他國家的人並不會因其來自西藏某政權而重視他。「鳩摩」並非藏族姓氏，或從梵語Kumār而來，意為「童子」。

## 影視形象

### 劇集
- 張雷：香港無綫電視《天龍八部》（1982年）
- 楊雄：台灣中視《天龍八部》（1990年）
- 李國麟：香港無線電視《天龍八部》（1997年）
- 巴音：江蘇省廣播電視總台、九洲音像出版公司聯合出品《天龍八部》（2003年）
- 盧勇：中國華策影視、東陽大千影視聯合出品《天龍八部》（2013年）
- 朱曉漁：中國新麗傳媒《新天龍八部》（2021年）

### 電影
- 高雄：《新天龍八部》（1982年），新世紀電影公司
- 徐小明：《天龍八部之喬峰傳》（2023年），邵氏公司